# Grand Prix Júnior de Patinação Artística no Gelo de 2007–08
O Grand Prix Júnior de Patinação Artística no Gelo de 2007–08 foi a décima primeira temporada do Grand Prix ISU Júnior, uma série de competições de nível júnior de patinação artística no gelo disputada na temporada 2007–08. São distribuídas medalhas em quatro disciplinas, individual masculino e individual feminino, duplas e dança no gelo. Os patinadores ganham pontos com base na sua posição em cada evento e os oito primeiros de cada disciplina são qualificados para competir na final do Grand Prix Júnior, realizada em Gdańsk, Polônia.
A competição é organizada pela União Internacional de Patinação (em inglês:  International Skating Union), a série Grand Prix começou em 30 de agosto e continuaram até 9 dezembro de 2007.

## Calendário
| #     | Evento                                   | Localização                 | Data                 | Notas                       | Ref   |
| ----- | ---------------------------------------- | --------------------------- | -------------------- | --------------------------- | ----- |
| 1     | Grand Prix Júnior de Lake Placid de 2007 | Lake Placid, Estados Unidos | 30 de ago.–2 de set. |                             | [ 1 ] |
| 2     | Harghita Cup de 2007                     | Miercurea Ciuc, Romênia     | 6–9 de setembro      | Não houve disputa de duplas | [ 2 ] |
| 3     | Vienna Cup de 2007                       | Viena, Áustria              | 13–16 de setembro    | Não houve disputa de duplas | [ 3 ] |
| 4     | Tallinn Cup de 2007                      | Tallinn, Estônia            | 20–23 de setembro    |                             | [ 4 ] |
| 5     | Croatia Cup de 2007                      | Zagreb, Croácia             | 27–30 de setembro    | Não houve disputa de duplas | [ 5 ] |
| 6     | Sofia Cup de 2007                        | Sófia, Bulgária             | 4–7 de outubro       | Não houve disputa de duplas | [ 6 ] |
| 7     | Blue Swords de 2007                      | Chemnitz, Alemanha          | 11–14 de outubro     |                             | [ 7 ] |
| 8     | John Curry Memorial de 2007              | Sheffield, Reino Unido      | 18–21 de outubro     |                             | [ 8 ] |
| Final | Final do Grand Prix Júnior de 2007–08    | Gdańsk, Polônia             | 6–9 de dezembro      |                             | [ 9 ] |

## Medalhistas

### Grand Prix Júnior de Lake Placid
| Evento                        | Ouro                                          | Prata                                    | Bronze                                          |
| Individual masculino detalhes | Armin Mahbanoozadeh · Estados Unidos          | Austin Kanallakan · Estados Unidos       | Artem Grigoriev · Rússia                        |
| Individual feminino detalhes  | Mirai Nagasu · Estados Unidos                 | Alexe Gilles · Estados Unidos            | Angela Maxwell · Estados Unidos                 |
| Duplas detalhes               | Olivia Jones · Donald Jackson · Canadá        | Carolyn MacCuish · Andrew Evans · Canadá | Anastasia Khodkova · Pavel Sliusarenko · Rússia |
| Dança no gelo detalhes        | Emily Samuelson · Evan Bates · Estados Unidos | Joanna Lenko · Mitchell Islam · Canadá   | Pilar Bosley · John Corona · Estados Unidos     |

### Harghita Cup
| Evento                        | Ouro                                  | Prata                                         | Bronze                                   |
| Individual masculino detalhes | Adam Rippon · Estados Unidos          | Ivan Bariev · Rússia                          | Takahito Mura · Japão                    |
| Individual feminino detalhes  | Chrissy Hughes · Estados Unidos       | Alena Leonova · Rússia                        | Rumi Suizu · Japão                       |
| Dança no gelo detalhes        | Vanessa Crone · Paul Poirier · Canadá | Ekaterina Riazanova · John Guerreiro · Rússia | Ksenia Monko · Kirill Khaliavin · Rússia |

### Vienna Cup
| Evento                        | Ouro                                          | Prata                                 | Bronze                                     |
| Individual masculino detalhes | Brandon Mroz · Estados Unidos                 | Guan Jinlin · China                   | Artem Borodulin · Rússia                   |
| Individual feminino detalhes  | Rachael Flatt · Estados Unidos                | Kristine Musademba · Estados Unidos   | Jenni Vähämaa · Finlândia                  |
| Dança no gelo detalhes        | Emily Samuelson · Evan Bates · Estados Unidos | Maria Monko · Ilia Tkachenko · Rússia | Isabella Pajardi · Stefano Caruso · Itália |

### Tallinn Cup
| Evento                        | Ouro                                                | Prata                                     | Bronze                                 |
| Individual masculino detalhes | Guan Jinlin · China                                 | Artur Gachinski · Rússia                  | Yang Chao · China                      |
| Individual feminino detalhes  | Yuki Nishino · Japão                                | Blake Rosenthal · Estados Unidos          | Svetlana Issakova · Estônia            |
| Duplas detalhes               | Ekaterina Sheremetieva · Mikhail Kuznetsov · Rússia | Amanda Velenosi · Mark Fernandez · Canadá | Zhang Yue · Wang Lei · China           |
| Dança no gelo detalhes        | Madison Chock · Greg Zuerlein · Estados Unidos      | Alisa Agafonova · Dmitri Dun · Ucrânia    | Joanna Lenko · Mitchell Islam · Canadá |

### Croatia Cup
| Evento                        | Ouro                                  | Prata                                        | Bronze                                   |
| Individual masculino detalhes | Austin Kanallakan · Estados Unidos    | Ivan Bariev · Rússia                         | Armin Mahbanoozadeh · Estados Unidos     |
| Individual feminino detalhes  | Mirai Nagasu · Estados Unidos         | Jenni Vähämaa · Finlândia                    | Kim Na-young · Coreia do Sul             |
| Dança no gelo detalhes        | Vanessa Crone · Paul Poirier · Canadá | Kristina Gorshkova · Vitali Butikov · Rússia | Ksenia Monko · Kirill Khaliavin · Rússia |

### Sofia Cup
| Evento                        | Ouro                                       | Prata                                            | Bronze                                           |
| Individual masculino detalhes | Artem Borodulin · Rússia                   | Adam Rippon · Estados Unidos                     | Jeremy Ten · Canadá                              |
| Individual feminino detalhes  | Chrissy Hughes · Estados Unidos            | Satsuki Muramoto · Japão                         | Jana Smekhnova · Rússia                          |
| Dança no gelo detalhes        | Isabella Pajardi · Stefano Caruso · Itália | Shannon Wingle · Ryan Devereaux · Estados Unidos | Anastasia Vykhodtseva · Alexei Shumski · Ucrânia |

### Blue Swords
| Evento                        | Ouro                                             | Prata                                             | Bronze                                                 |
| Individual masculino detalhes | Brandon Mroz · Estados Unidos                    | Michal Březina · República Tcheca                 | Takahito Mura · Japão                                  |
| Individual feminino detalhes  | Sarah Hecken · Alemanha                          | Rachael Flatt · Estados Unidos                    | Rumi Suizu · Japão                                     |
| Duplas detalhes               | Jessica Rose Paetsch · Jon Nuss · Estados Unidos | Vera Bazarova · Yuri Larionov · Rússia            | Ksenia Krasilnikova · Konstantin Bezmaternikh · Rússia |
| Dança no gelo detalhes        | Kristina Gorshkova · Vitali Butikov · Rússia     | Ekaterina Riazanova · Jonathan Guerreiro · Rússia | Madison Chock · Greg Zuerlein · Estados Unidos         |

### John Curry Memorial
| Evento                        | Ouro                                   | Prata                                                  | Bronze                                         |
| Individual masculino detalhes | Tatsuki Machida · Japão                | Douglas Razzano · Estados Unidos                       | Artem Grigoriev · Rússia                       |
| Individual feminino detalhes  | Yuki Nishino · Japão                   | Svetlana Issakova · Estônia                            | Sonia Lafuente · Espanha                       |
| Duplas detalhes               | Vera Bazarova · Yuri Larionov · Rússia | Ksenia Krasilnikova · Konstantin Bezmaternikh · Rússia | Zhang Yue · Wang Lei · China                   |
| Dança no gelo detalhes        | Maria Monko · Ilia Tkachenko · Rússia  | Lucie Myslivečková · Matěj Novák · República Tcheca    | Nadezhda Frolenkova · Mikhail Kasalo · Ucrânia |

### Final do Grand Prix Júnior
| Evento                        | Ouro                                                   | Prata                                               | Bronze                                           |
| Individual masculino detalhes | Adam Rippon · Estados Unidos                           | Brandon Mroz · Estados Unidos                       | Armin Mahbanoozadeh · Estados Unidos             |
| Individual feminino detalhes  | Mirai Nagasu · Estados Unidos                          | Rachael Flatt · Estados Unidos                      | Yuki Nishino · Japão                             |
| Duplas detalhes               | Ksenia Krasilnikova · Konstantin Bezmaternikh · Rússia | Ekaterina Sheremetieva · Mikhail Kuznetsov · Rússia | Jessica Rose Paetsch · Jon Nuss · Estados Unidos |
| Dança no gelo detalhes        | Maria Monko · Ilia Tkachenko · Rússia                  | Emily Samuelson · Evan Bates · Estados Unidos       | Kristina Gorshkova · Vitali Butikov · Rússia     |

## Classificação para a Final do Grand Prix Júnior
Cada patinador pontua dependendo da posição obtida, somando as duas melhores pontuações. Os oito melhores se classificam para disputa da final. A pontuação por eventos é a seguinte:
| Pos. | Pontos (Individuais/Dança) | Pontos (Duplas) |
| ---- | -------------------------- | --------------- |
| 1º   | 15                         | 15              |
| 2º   | 13                         | 13              |
| 3º   | 11                         | 11              |
| 4º   | 9                          | 9               |
| 5º   | 7                          | 7               |
| 6º   | 5                          | 5               |
| 7º   | 4                          | 4               |
| 8º   | 3                          | 3               |
| 9º   | 2                          | –               |
| 10º  | 1                          | –               |

### Classificados
|             | Masculino               | Feminino               | Duplas                                            | Dança no gelo                            |
| ----------- | ----------------------- | ---------------------- | ------------------------------------------------- | ---------------------------------------- |
| 1           | USA Brandon Mroz        | USA Mirai Nagasu       | RUS Vera Bazarova / Yuri Larionov                 | CAN Vanessa Crone / Paul Poirier         |
| 2           | USA Adam Rippon         | JPN Yuki Nishino       | RUS Ekaterina Sheremetieva / Mikhail Kuznetsov    | USA Emily Samuelson / Evan Bates         |
| 3           | CHN Guan Jinlin         | USA Chrissy Hughes     | RUS Ksenia Krasilnikova / Konstantin Bezmaternikh | RUS Maria Monko / Ilia Tkachenko         |
| 4           | USA Austin Kanallakan   | USA Rachael Flatt      | USA Jessica Rose Paetsch / Jon Nuss               | RUS Kristina Gorshkova / Vitali Butikov  |
| 5           | RUS Artem Borodulin     | FIN Jenni Vähämaa      | CHN Zhang Yue / Wang Lei                          | USA Madison Chock / Greg Zuerlein        |
| 6           | USA Armin Mahbanoozadeh | EST Svetlana Issakova  | CAN Amanda Velenosi / Mark Fernandez              | ITA Isabella Pajardi / Stefano Caruso    |
| 7           | RUS Ivan Bariev         | USA Alexe Gilles       | RUS Anastaisa Khodkova / Pavel Sliusarenko        | RUS Ekaterina Riazanova / John Guerreiro |
| 8           | RUS Artur Gachinski     | USA Kristine Musademba | USA Bianca Butler / Joseph Jacobsen               | CAN Joanna Lenko / Mitchell Islam        |
| Substitutos |                         |                        |                                                   |                                          |
| 1º          | USA Douglas Razzano     | JPN Rumi Suizu         | CAN Olivia Jones / Donald Jackson                 | UKR Alisa Agafonova / Dmitri Dun         |
| 2º          | JPN Takahito Mura       | RUS Alena Leonova      | CAN Carolyn MacCuish / Andrew Evans               | CZE Lucie Myslivečková / Matěj Novák     |
| 3º          | RUS Artem Grigoriev     | USA Blake Rosenthal    | EST Maria Sergejeva / Ilja Glebov                 | RUS Ksenia Monko / Kirill Khaliavin      |